# Tom Sizemore
Tom Sizemore, właśc. Thomas Edward Sizemore Jr. (ur. 29 listopada 1961 w Detroit, zm. 3 marca 2023 w Burbank) – amerykański aktor i producent filmowy.
Wystąpił w rolach drugoplanowych w filmach: Urodzony 4 lipca (1989), Harley Davidson i Marlboro Man (1991), Pasażer 57 (1992), Dziwne dni (1995),  Czerwona Planeta (2000), Helikopter w ogniu (2001) i Pearl Harbor (2001), a także w serialu Twin Peaks (2017). Użyczył głosu Sonny’emu Forelliemu w grze komputerowej Grand Theft Auto: Vice City (2002). Zagrał postacie, które zginęły w strzelaninach w siedmiu filmach: Prawdziwy romans (1993), Urodzeni mordercy (1994), Gorączka (1995), W bagnie Los Angeles (1995), Wróg publiczny (1998), Szeregowiec Ryan (1998) i Łowca snów (2003).

## Życiorys

### Wczesne lata
Urodził się w Detroit, w stanie Michigan, w rodzinie katolickiej jako jeden z trzech synów. Jego matka, Judith (z domu Schannault), pracowała w zespole prasowym urzędu miasta Detroit, a jego ojciec, Thomas Edward Sizemore Senior, był prawnikiem i profesorem filozofii. Jego rodzina miała korzenie angielskie, niemieckie, szkockie, irlandzkie i walijskie; jego dziadek ze strony matki był pochodzenia francuskiego i rdzennych Amerykanów oraz był Afroamerykaninem. Miał dwóch braci – Aarona i Paula Alexandra (ur. 14 lipca 1976). Jako nastolatek trenował sztuki walki. Trenował też ju-jitsu i podnoszenie ciężarów.
Uczęszczał przez rok na Uniwersytet Stanu Michigan, a także Wayne State University. W 1986 uzyskał tytuł magistra na wydziale teatru na Temple University. Następnie przeniósł się do Nowego Jorku, aby rozpocząć karierę aktorską. Przez trzy lata pracował jako kelner w jadalni Zarządu Transportu na 44. piętrze World Trade Center.

### Kariera
Występował w teatrach regionalnych, zanim zaczął grać w filmach. Początkowo został obsadzony w biograficznym dramacie wojennym Olivera Stone’a Urodzony 4 lipca (1989) z Tomem Cruise, sensacyjnym dramacie więziennym Osadzony (1989) z Sylvestrem Stallone, filmie sensacyjnym Harley Davidson i Marlboro Man (1991) u boku Mickeya Rourke’a i Dona Johnsona, filmie sensacyjnym Kathryn Bigelow Na fali (1991) z Patrickiem Swayze i Keanu Reevesem. Był sześć razy przesłuchiwany do roli Pana Różowego w filmie Quentina Tarantino Wściekłe psy (1992). Wystąpił w dreszczowcu Tony’ego Scotta Prawdziwy romans (1993), satyrycznej czarnej komedii Olivera Stone’a. Za rolę Milo Peck w komediodramacie fantasy Rona Underwooda Serce i dusze (Heart and Souls, 1993) zdobył nominację do Nagrody Saturna w kategorii najlepszy aktor drugoplanowy.
W westernie Lawrence’a Kasdana Wyatt Earp (1994) z Kevinem Costnerem zagrał prawnika i dziennikarza Bartholemewa Williama Barclaya „Bata” Mastersona. Można go było dostrzec w sensacyjnym filmie fantastycznonaukowym Kathryn Bigelow Dziwne dni (1995). Na planie filmu Olivera Stone’a Urodzeni mordercy (1994) Juliette Lewis przypadkowo złamała mu nos podczas kręcenia sceny walki w celi więziennej. Na planie sensacyjno–kryminalnego dramatu Michaela Manna Gorączka (1995) Sizemore zmagał się z problemami związanymi z uzależnieniem od heroiny, zanim Robert De Niro przekonał go, by poszedł na odwyk. Powrócił do dobrego zdrowia i przyjął propozycję występu w dramacie wojennym Stevena Spielberga Szeregowiec Ryan (1998) z Tomem Hanksem, a za rolę sierżanta Mike’a Horvatha był nominowany do nagrody Satelity i Nagrody Gildii Aktorów Ekranowych.
Do roli Johna Gottiego w dramacie kryminalnym NBC Przeciwko mafii (Witness to the Mob, 1998) przytył 18 kg. Jako Bobby Batton w dreszczowcu HBO Pod ochroną (Witness Protection, 1999) w reż. Richarda Pearce’a otrzymał nominację do Złotego Globu dla najlepszego aktora w miniserialu lub filmie telewizyjnym.

## Życie prywatne
1 września 1996 zawarł związek małżeński z aktorką Maeve Quinlan, ale rozwiódł się 19 listopada 1999 z powodu swojego uzależnienia od narkotyków. W latach 2003–2006 był związany z Janelle McIntire, która w lipcu 2005 urodziła bliźnięta, Jaggera i Jaydena.

### Problemy z prawem
24 stycznia 1997 został aresztowany w Los Angeles po tym, jak jego żona zadzwoniła na policję, twierdząc, że została fizycznie zraniona podczas kłótni w ich mieszkaniu.
W 2003 został skazany na 7 miesięcy pozbawienia wolności za napaść i pobicie ówczesnej partnerki, Heidi Fleiss. W lutym 2005 oblał nakazany przez sąd test narkotykowy po tym, jak po raz drugi został przyłapany na próbie użycia protezy penisa w celu sfałszowania wyników. W 2007 trafił do aresztu za posiadanie metamfetaminy, a w lutym 2017 usłyszał dwa zarzuty stosowania przemocy domowej.
W 2017 został oskarżony o molestowanie seksualne 11–latki. Do zdarzenia miało dojść w 2003 na planie filmowym w Utah.
5 stycznia 2019 w Burbank w Kalifornii został aresztowany za posiadanie narkotyków.

### Śmierć
18 lutego 2023 w swoim domu w Los Angeles doznał pęknięcia tętniaka tętnic mózgowych i trafił do szpitala St. Joseph’s Hospital w Burbank w stanie krytycznym. Zmarł 3 marca w wieku 61 lat.

## Filmografia

### Filmy fabularne
- 1989: Osadzony jako Dallas
- 1989: Urodzony 4 lipca jako Vet – Villa Dulce
- 1990: Zimna stal jako Wool Cap
- 1991: Lot Intrudera jako Boxman
- 1991: Harley Davidson i Marlboro Man jako Chance Wilder
- 1991: Czarna lista Hollywood jako Ray Karlin
- 1991: Na fali jako agent DEA Deets
- 1991: Kuszenie losu jako Eddie Hale
- 1992: Pasażer 57 jako Sly Delvechio
- 1993: Pole rażenia jako Danny Detillo
- 1993: Prawdziwy romans jako Cody Nicholson
- 1994: Urodzeni mordercy jako detektyw Jack Scagnetti
- 1994: Wyatt Earp jako Bat Masterson
- 1995: Dziwne dni jako Max Peltier
- 1995: Gorączka jako Michael Cheritto
- 1995: W bagnie Los Angeles jako DeWitt Albright
- 1998: Szeregowiec Ryan jako sierżant Mike Horvath
- 1998: Wróg publiczny jako Paulie Pintero
- 1999: Ciemna strona miasta jako Tom Wolls
- 1999: Kumpel do bicia jako Joe Domino
- 2000: Dorwać Cartera jako Les Fletcher
- 2000: Czerwona Planeta jako dr Quinn Burchenal
- 2001: Pearl Harbor jako sierżant Earl Sistern
- 2001: Helikopter w ogniu jako podpułkownik Danny McKnight
- 2001: Terrorysta jako detektyw Ray Nettles
- 2002: Wielkie kłopoty jako Snake Dupree
- 2003: Łowca snów jako Owen
- 2004: Paparazzi jako Rex Harper
- 2009: Corrado jako Paolo
- 2011: Pozywając diabła jako Tony Anzaldo
- 2013: Company of Heroes: Oddział bohaterów jako porucznik Dean Ransom

### Seriale TV
- 2002: Liga Sprawiedliwych jako Metamorpho (głos)
- 2008: CSI: Kryminalne zagadki Miami jako Kurt Rossi
- 2008–2009: Miasto gniewu jako detektyw Adrian Cooper
- 2009: Southland jako Timmy Davis
- 2010: U nas w Filadelfii jako kierowca tira
- 2011–2012: Hawaii Five-0 jako kapitan Vince Fryer
- 2012–2015: Prawo i porządek: sekcja specjalna jako Lewis Hoda
- 2016: Lucyfer jako Hank Cutter
- 2016–2017: Shooter jako Hugh Meachum
- 2017: Twin Peaks jako Anthony Sinclair

### Gry komputerowe
- 2002: Grand Theft Auto: Vice City jako Sonny Forelli (głos)
- 2006: 24: The Game jako Sid Wilson (głos)